# Apostolska nunciatura v Kanadi
Apostolska nunciatura v Kanadi je diplomatsko prestavništvo (veleposlaništvo) Svetega sedeža v Kanadi, ki ima sedež v Ottawi (Ontario); ustanovljena je bila leta 1899.
Trenutni apostolski nuncij je Pedro López Quintana.

## Seznam apostolskih nuncijev
- Diomede Angelo Raffaele Gennaro Falconio (3. avgust 1889–30. september 1902)
- Donato Raffaele Sbarretti Tazza (26. december 1902–29. oktober 1910)
- Peregrin-François Stagni (3. november 1910–19. junij 1918)
- Pietro di Maria (11. junij 1918–3. junij 1926)
- Andrea Cassulo (7. maj 1927–14. junij 1936)
- Ildebrando Antoniutti (14. julij 1938–21. oktober 1953)
- Giovanni Panico (14. november 1953–25. januar 1959)
- Sebastiano Baggio (12. marec 1959–26. maj 1964)
- Sergio Pignedoli (1. junij 1964–10. junij 1967)
- Emanuele Clarizio (12. junij 1967–19. marec 1970)
- Guido Del Mestri (20. junij 1970–12. avgust 1975)
- Angelo Palmas (2. september 1975–1990)
- Carlo Curis (28. marec 1990–4. februar 1999)
- Paolo Romeo (5. februar 1999–17. april 2001)
- Luigi Ventura (22. junij 2001– 22. september 2009)
- Pedro López Quintana (10. december 2009–danes)